# Wireless File Transmitter

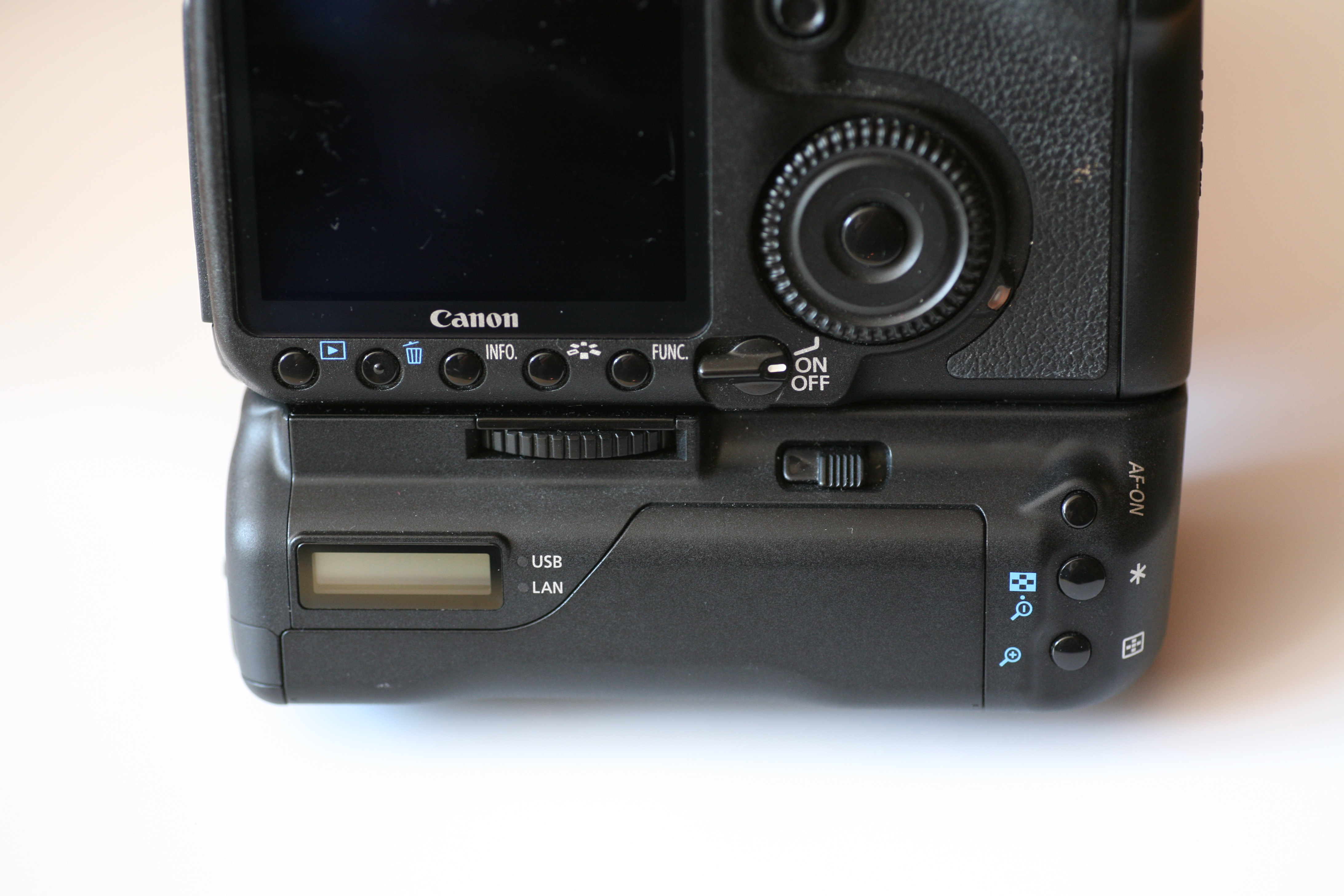
WFT-E3 an einer Canon 50D

Der Wireless File Transmitter (WFT) ist ein Zubehörteil an digitalen Spiegelreflexkameras der Firma Canon, mit dem von ausgewählten Kameras dieser Firma die Bilddaten direkt an verschiedene Ziele übertragen werden können. Die Bildübertragung wird über Funk (z. B. WLAN) oder kabelgebunden durchgeführt.

## Kameras
Derzeit (Stand Oktober 2020) gibt es 11 verschiedene Modelle des WFT, welche für die nebenstehenden Kameras geeignet sind:
- WFT-E1: 20D, 30D, 40D, 5D, 1D Mark II, 1Ds Mark II
- WFT-E2: 1D Mark IV, 1D Mark III (über Firmware-Update), 1Ds Mark III (über Firmware-Update)
- WFT-E3: 40D, 50D
- WFT-E4: 5D Mark II
- WFT-E5: 7D
- WFT-E6: 1D X, 1D X Mark II
- WFT-E7: 5D Mark III
- WFT-E7B II: 5DS, 5DS R, 5D Mark IV, EOS R (Firmware V2), 7D Mark II[1]
- WFT-E8: 1D X Mark II
- WFT-E9: 1D X Mark III
- WFT-E10: R5

## Anwendung
Der WFT wird je nach Modell von unten an die Kamera am Stativgewinde angeschraubt oder seitlich in die passende Buchse am Body geschraubt (1D X Serie); je nach Modell greift entweder ein mehrpoliger Stecker im WFT dabei in eine passende Buchse im Boden der Kamera oder eine seitliche Kabelverbindung stellt die Datenverbindung her. Eine Erhöhung der Akkukapazität wie bei den Batteriegriffen der Firma ist dabei nicht vorgesehen. Der WFT benötigt einen eigenen Akku zur Stromversorgung. Dies ist teilweise dasselbe Modell, wie es sich in der Kamera befindet. Bei den Modellen WFT-E3 bis WFT-E5 ist die Technik in einen vollwertigen Hochformatauslöser integriert. Über USB kann außerdem ein GPS-Navigationsgerät angeschlossen werden, dessen Positionsdaten werden bei erfolgter Verbindung nach der Aufnahme direkt in das jeweilige Bild eingebettet. Der WFT ist dabei auf einen NMEA-kompatiblen Empfänger mit echter USB-Schnittstelle angewiesen.

## Datenübertragung
Im WFT verbaut sind fünf Übertragungsarten in zwei Gruppen:
- Über LAN – entweder per Kabel oder per W-LAN
  - FTP: Das WFT greift auf einen FTP-Server zu und spielt das soeben fotografierte Bild dort in ein voreingestelltes Verzeichnis.
  - PTP: direktes Übertragen der Bilder in eine Canon-eigene Software
  - HTTP: Anzeige der Bilder in einem Webbrowser
- über USB
  - kopieren der Bilder von der Speicherkarte auf eine externe Festplatte
    - gesammelt als Sicherheitskopie
    - direkt
    - selektiv: z. B. die Rohdaten auf die Festplatte, die JPEG-Bilder auf die Speicherkarte der Kamera

  - Empfang von Positionsdaten eines externen GPS-Empfängers, die direkt in das jeweilige Bild geschrieben werden.

## Betrieb
Der WFT besitzt keinen gesonderten Einschalter, sondern wird mit der Kamera aktiviert. Sobald der WFT von der Kamera erkannt wird, stehen neue Menüfunktionen innerhalb der Kamera zur Verfügung. Mit den neuen Funktionen, wird einerseits der WFT eingerichtet, andererseits auch angesprochen und gesteuert. Die Einstellungen des WFT bleiben nach dem Ausschalten erhalten, die Kamera erwartet jedoch nach einer Rückkehr der Stromversorgung wieder dieselbe Konfiguration am WFT (siehe Datenübertragung).